# 约翰·奥尔福特
约翰·奥尔福特（英語：John Alford，1971年10月30日—）是一位苏格兰演员和歌手。
1999年，他向《世界新闻报》记者Mazher Mahmood承认过倒卖毒品，之后入狱9个月。
2006年，他又被抓到醉酒駕駛，被禁驾半年并被罚款。